# Acavidae
Die Acavidae sind eine Familie der Schnecken aus der Unterordnung der Landlungenschnecken (Stylommatophora). Die rezenten Vertreter sind auf Sri Lanka, Madagaskar und den Seychellen heimisch. Ein fossiler Vertreter wurde auch aus Südamerika beschrieben.

## Merkmale
Die Gehäuse sind mittelgroß bis sehr groß (fossil bis 20 cm), die Form reicht von hochkonisch über kugelig bis stark abgeflacht. Die Gehäuse sind wenig skulptiert. Die Mündung ist ohne Zähne, manchmal ist an der Spindel ein Knoten vorhanden. Das Embryonalgehäuse ist sehr groß und umfasst bis etwa 2,5 Windungen (bei max. etwa 4,5 Windungen). Der Kiefer ist relativ dünn und senkrecht gestreift (aulacognath). Im zwittrigen Genitalapparat ist der Penis relativ kurz und weist intern Längsfalten auf. Ein Epiphallus fehlt oder ist, wenn vorhanden, relativ kurz. Auch ein Flagellum ist meist nicht vorhanden, und wenn vorhanden, relativ kurz. Bei manchen Formen ist auch Penis-Anhang vorhanden. Der Penisretraktor setzt ganz am Ende des Penis an. Die Vagina ist ohne Anhang. Der Stiel der Spermathek ist basal und/oder in der Mitte angeschwollen. Er ist mit dem Spermovidukt durch Fasern verbunden.

## Geographische Verbreitung und Lebensweise
Die heutigen Vertreter der Familie Caryodidae sind auf Sri Lanka, Madagaskar und die Seychellen beschränkt. Sie leben dort in feuchten Wäldern, in Sri Lanka bis in eine Höhe von etwa 600 m. Fossil ist die Familie auch aus Südamerika bekannt. 

## Systematik
Schileyko (1999) führt sechs Gattungen auf. Nach Bouchet & Rocroi (2005) ist die monotypische Familie Clavatoriidae, die Schileyko (1999) als selbständige Familie behandelt, ein Synonym von Caryodidae. 1999 beschrieben Wesselingh und Gittenberger die fossile Gattung Pebasiconcha.
- Acavus Montfort, 1810
- Ampelita Beck, 1837 (mit den Untergattungen Ampelita (Ampelita) Beck, 1837, Ampelita (Eurystyla) Ancey, 1887, Ampelita (Vescona) Emberton, 1990 und ?Ampelita (Xystera) Emberton, 1990)
- Clavator Martens, 1860
- Helicophanta Férussac, 1821
- Leucotaenius Martens, 1860
- Oligospira Ancey, 1887
- Pebasiconcha Wesselingh & Gittenberger, 1999
  - Pebasiconcha immanis Wesselingh & Gittenberger, 1999
- Stylodon Beck, 1837